# Bonifacius Wolfhart
Bonifacius Wolfhart, auch Bonifacius Lycosthenes (* um 1485/1490 in Buchheim im heutigen Mittelfranken; † Mai 1543 in Weil der Stadt), war ein deutscher Theologe und Reformator.

## Leben
Wolfhart war um 1513 Schulmeister im hessischen Friedberg. Dann studierte er 1517–1520 in Basel und Straßburg Theologie, das er mit einem Magister Artium abschloss. 1522 wurde er in Basel an der Kirche St. Martin Kaplan und 1525 wegen Teilnahme an Unruhen ausgewiesen. Er kam nach Augsburg und wurde Pfarrer an St. Moritz, ab 1527 war er Lehrer für Hebräisch in Straßburg. 1531 kehrte er wieder nach Augsburg, wo er bis 1534 Pfarrer der St.-Annen-Kirche war, danach wieder an St. Moritz bis 1543. Mit Gereon Sailer eröffnete er 1531 eine Gelehrtenschule in Augsburg, die städtische Lateinschule, das Gymnasium bei St. Anna, wo sie die ersten Lehrer waren. Er verfasste 1533 den ältesten Augsburger Katechismus, der wegen seiner zwinglianischen Ausrichtung Martin Luthers Widerspruch hervorrief. Im Augsburger Abendmahlsstreit trat er als Angehöriger der reformierten Partei hervor. Unter anderem behauptete er, Martin Luther habe ihnen vorgeworfen, sie lehrten über das Abendmahl nicht anders als die böhmischen Brüder. Der vermittelnde Reformator Martin Bucer war daher mit seiner Entsendung nach Wittenberg nicht einverstanden, konnte sie jedoch nicht verhindern. Vor allem protestierte Wolfhart gegen das „substantialiter“ (Wesensverwandlung, siehe: Transsubstantiation) und „corporaliter“ (Realpräsenz) im Abendmahl. In Augsburg behielt er aber seine starke Position. Zusammen mit seinem Pfarrkollegen Wolfgang Musculus unterschrieb er trotz seiner Einschränkungen die Wittenberger Konkordie 1536 und ebenso die Schmalkaldischen Artikel 1537 für den Augsburger Rat.
Das Kirchenlied „In Gottes Gnad hebt all Ding an“ geht auf Wolfhart zurück.

## Schriften
- Ein schönes Christliches außerlesen Büchlin von der Geduldt was sie sey Woher sie komme: Was sie für vrsach vnnd gegenwürff hab Wie nutz vnd notwendig sie sey Vnd was einen jeden Menschen darzu bewegen vnnd darinnen zuuerharren verursachen soll, Schönig, Augsburg um 1580.[3]